# Cabaceiras do Paraguaçu
Cabaceiras do Paraguaçu là một đô thị thuộc bang Bahia, Brasil. Đô thị này có diện tích 213,55 km², dân số năm 2007 là 16853 người, mật độ 78,92 người/km².